# Sonata para piano n.º 2 (Mozart)
La Sonata para piano n.º 2 en Fa mayor, K. 280/189e, de Wolfgang Amadeus Mozart consta de tres movimientos:
1. Allegro assai
2. Adagio
3. Presto

Esta obra fue compuesta durante la visita de Mozart a Múnich para la producción de La finta giardiniera a finales de 1774, a comienzos del mes de marzo. 
Se piensa que en esta sonata ha utilizado otras piezas contemporáneas como inspiración. La influencia de Haydn es notable, sobre todo en el espíritu del desarrollo del primer tiempo. Mucho más mozartiano es el segundo tiempo, envuelto en una gracia tierna y melancólica típica en las obras del autor. 
Haydn se encuentra presente nuevamente en el presto final.
Otro estilo presente es el denominado «estilo galante», nuevo en la época, el cual encamina a Mozart en su búsqueda de nuevas tendencias y lo hace en Múnich, en donde encuentra más ejemplos brillantes causados por la influencia de la escuela francesa.
Es apreciable el hecho de que en el segundo movimiento se presenta un tema similar al del Concierto para piano n. 23.